# Bror Meyer
Bror Meyer (Stoccolma, 12 febbraio 1885 – Stoccolma, giugno 1956) è stato un pattinatore artistico su ghiaccio svedese. Ha vinto il bronzo al Campionato del mondo nel 1906.

## Palmarès
| Internazionali      | Internazionali | Internazionali | Internazionali |
| Evento              | 1904           | 1905           | 1906           |
| ------------------- | -------------- | -------------- | -------------- |
| Campionati mondiali |                |                | 3°             |
| Campionati europei  |                |                | 4°             |
| Nazionali           |                |                |                |
| Campionati svedesi  | 3°             | 2°             | 1°             |